# Saint-Christoly-de-Blaye
Saint-Christoly-de-Blaye is een gemeente in het Franse departement Gironde (regio Nouvelle-Aquitaine). De plaats maakt deel uit van het arrondissement Blaye. Saint-Christoly-de-Blaye telde op 1 januari 2022 1.889 inwoners.

## Geografie
De oppervlakte van Saint-Christoly-de-Blaye bedroeg op 1 januari 2022 28,06 vierkante kilometer; de bevolkingsdichtheid was toen 67,3 inwoners per km².

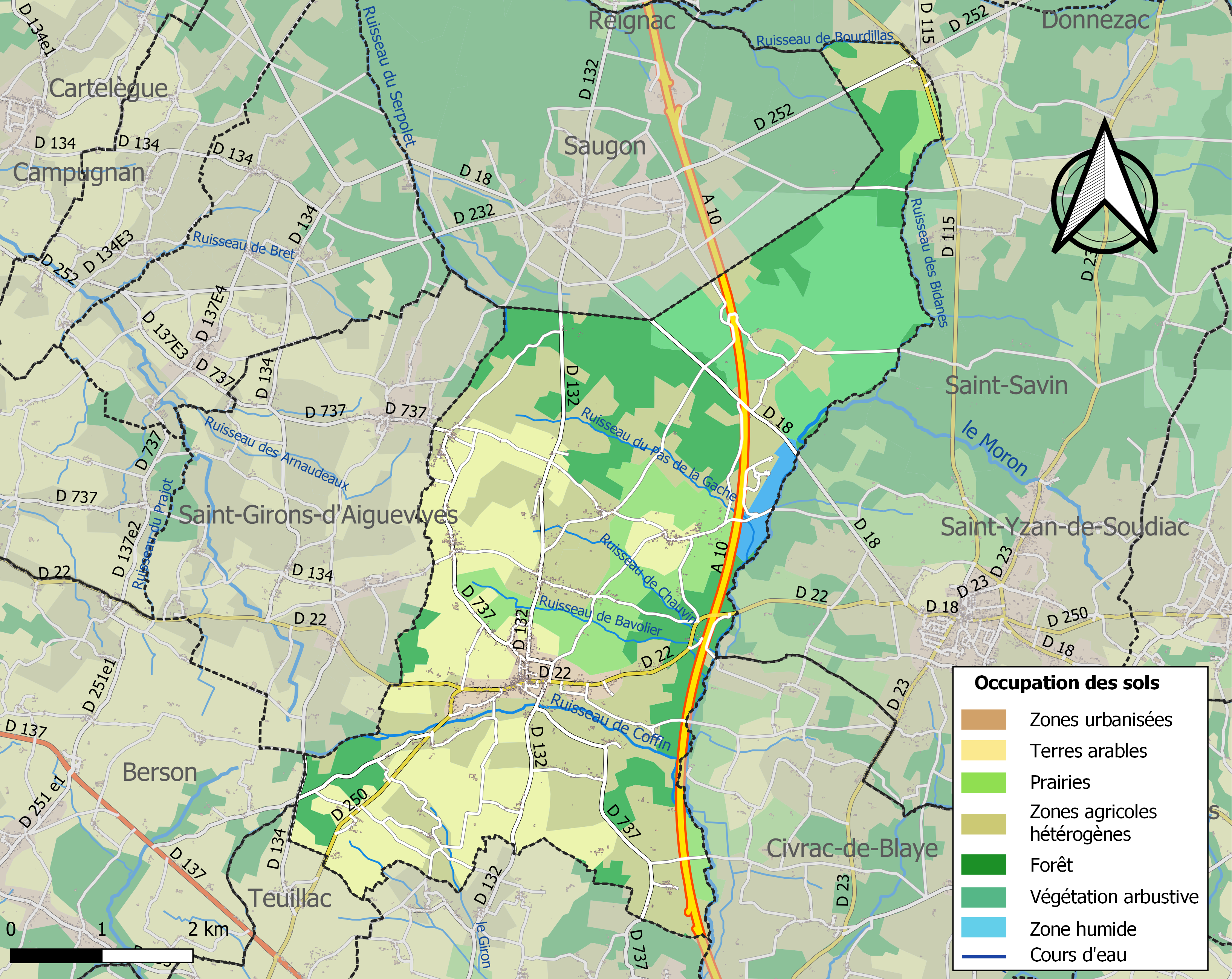
Kaart van de gemeente met belangrijkste infrastructuur, bodemgebruik en omliggende gemeenten

## Demografie
Onderstaande figuur toont het verloop van het inwonertal (bron: INSEE-tellingen).